# Super High Roller Series Europe 2021

Logo der Super High Roller Series

Die Super High Roller Series Europe 2021 war die erste Austragung dieser Pokerturnierserie und wurde von Poker Central veranstaltet. Die zehn High-Roller-Turniere mit Buy-ins zwischen 25.000 und 250.000 US-Dollar wurden vom 23. August bis 1. September 2021 im Merit Royal Hotel & Casino im nordzyprischen Kyrenia ausgespielt. Das Main Event der Serie, der Super High Roller Bowl Europe, war die zwölfte Austragung des Super High Roller Bowl.

## Struktur
Alle zehn Turniere wurden in der Variante No Limit Hold’em ausgetragen, wobei fünfmal mit Short Deck gespielt wurde. Aufgrund des hohen Buy-ins waren bei den Turnieren lediglich die weltbesten Pokerspieler sowie reiche Geschäftsmänner anzutreffen. Die Turnierserie war Teil der PokerGO Tour, zu der auch Turnierserien und eintägige High-Roller-Turniere im Aria Resort & Casino, Wynn Las Vegas, Venetian Resort Hotel, Rio All-Suite Hotel and Casino und Hotel Bellagio am Las Vegas Strip sowie in Los Angeles, Hollywood und im tschechischen Rozvadov zählten. Die meisten Finaltische dieser Tour, u. a. alle der Super High Roller Series Europe, wurden auf der Streaming-Plattform PokerGO gezeigt, auf der ein kostenpflichtiges Abonnement nötig ist. Der erfolgreichste Spieler der Tour erhielt eine zusätzliche Prämie von 200.000 US-Dollar.

## Turniere

### Übersicht
| # | Turnierbeginn | Buy-in (in $) | Variante                    | Teilnehmer | Sieger             | Herkunft                | Preisgeld (in $) |
| - | ------------- | ------------- | --------------------------- | ---------- | ------------------ | ----------------------- | ---------------- |
| 1 | 23. Aug. 2021 | 025.000       | No Limit Hold’em Short Deck | 48         | Phil Ivey          | Vereinigte Staaten      | 0.408.000        |
| 2 | 24. Aug. 2021 | 025.000       | No Limit Hold’em            | 81         | Johan Guilbert     | Frankreich              | 0.506.250        |
| 3 | 25. Aug. 2021 | 025.000       | No Limit Hold’em Short Deck | 45         | Tony G             | Litauen                 | 0.382.500        |
| 4 | 26. Aug. 2021 | 050.000       | No Limit Hold’em            | 52         | Selahaddin Bedir   | Turkei                  | 0.832.000        |
| 5 | 27. Aug. 2021 | 050.000       | No Limit Hold’em Short Deck | 42         | Santi Jiang        | Spanien                 | 0.756.000        |
| 6 | 28. Aug. 2021 | 100.000       | No Limit Hold’em            | 35         | Artur Martirossjan | Russland                | 1.400.000        |
| 7 | 29. Aug. 2021 | 100.000       | No Limit Hold’em Short Deck | 26         | Tony G             | Litauen                 | 1.169.000        |
| – | 30. Aug. 2021 | 250.000       | No Limit Hold’em            | 41         | Wiktor Malinowski  | Polen                   | 3.690.000        |
| 8 | 31. Aug. 2021 | 050.000       | No Limit Hold’em Short Deck | 19         | Seth Davies        | Vereinigte Staaten      | 0.435.400        |
| 9 | 1. Sep. 2021  | 050.000       | No Limit Hold’em            | 26         | Almedin Imširović  | Bosnien und Herzegowina | 0.598.000        |

### #1 – No Limit Hold’em Short Deck

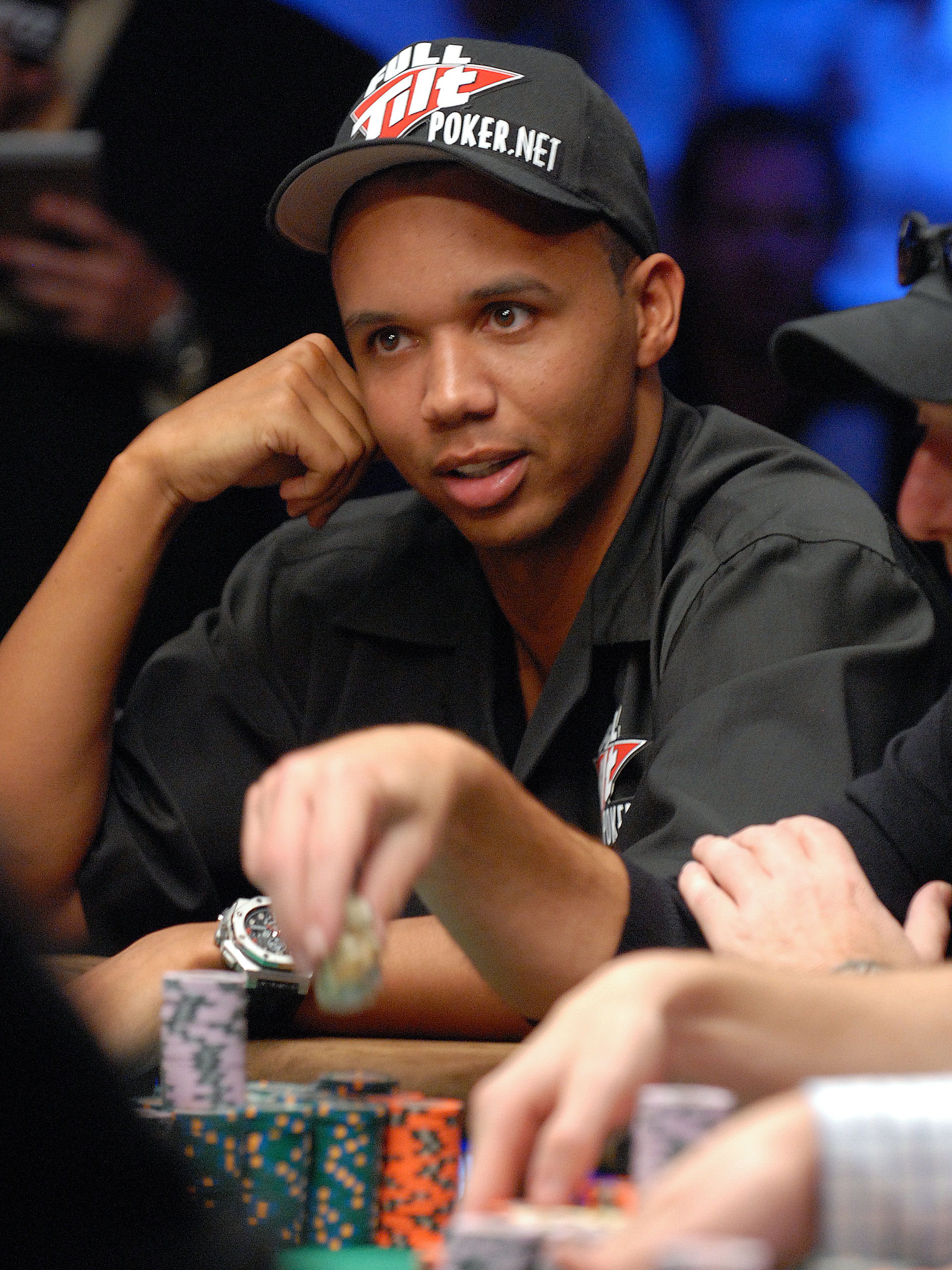
Phil Ivey (2009)

Das erste Event wurde am 23. und 24. August 2021 in No Limit Hold’em Short Deck gespielt. 48 Teilnehmer zahlten den Buy-in von 25.000 US-Dollar.
| Platz | Herkunft               | Spieler             | Preisgeld (in $) | Punkte |
| ----- | ---------------------- | ------------------- | ---------------- | ------ |
| 1     | Vereinigte Staaten     | Phil Ivey           | 408.000          | 245    |
| 2     | Vereinigtes Konigreich | Stephen Chidwick    | 264.000          | 158    |
| 3     | Belarus                | Mikita Badsjakouski | 180.000          | 108    |
| 4     | Ukraine                | Yhor Schkljaruk     | 132.000          | 079    |
| 5     | Vereinigte Staaten     | Chris Brewer        | 096.000          | 058    |
| 6     | Spanien                | Santi Jiang         | 072.000          | 043    |
| 7     | Vereinigte Staaten     | Erik Seidel         | 048.000          | 029    |

### #2 – No Limit Hold’em
Das zweite Event wurde am 24. und 25. August 2021 in No Limit Hold’em gespielt. 81 Teilnehmer zahlten den Buy-in von 25.000 US-Dollar.
| Platz | Herkunft                | Spieler             | Preisgeld (in $) | Punkte |
| ----- | ----------------------- | ------------------- | ---------------- | ------ |
| 1     | Frankreich              | Johan Guilbert      | 506.250          | 304    |
| 2     | Turkei                  | Selahaddin Bedir    | 364.500          | 219    |
| 3     | Vereinigte Staaten      | Seth Davies         | 243.000          | 146    |
| 4     | Deutschland             | Christoph Vogelsang | 202.500          | 122    |
| 5     | Vereinigte Staaten      | David Stamm         | 162.000          | 097    |
| 6     | Bosnien und Herzegowina | Almedin Imširović   | 121.500          | 073    |
| 7     | Iran                    | Saman Nakhjavani    | 101.250          | 061    |
| 8     | Kanada                  | Pascal Lefrançois   | 081.000          | 049    |
| 9     | Israel                  | Vladi Chaoulov      | 081.000          | 049    |
| 10    | Vereinigtes Konigreich  | Stephen Chidwick    | 060.750          | 036    |
| 11    | Malaysia                | Hing Chow           | 060.750          | 036    |
| 12    | Spanien                 | Sergio Aido         | 040.500          | 024    |

### #3 – No Limit Hold’em Short Deck

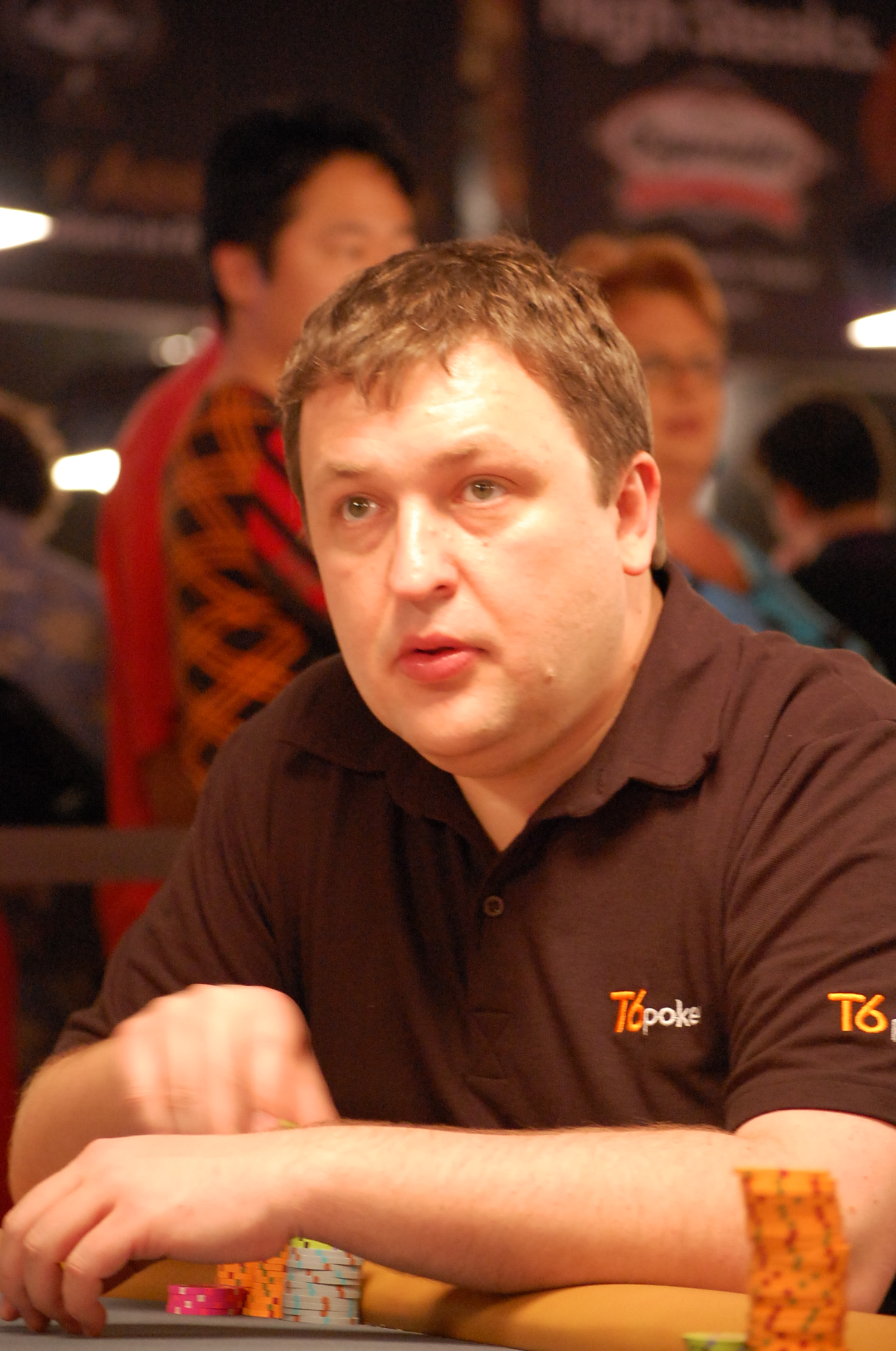
Tony G (2008)

Das dritte Event wurde am 25. und 26. August 2021 in No Limit Hold’em Short Deck gespielt. 45 Teilnehmer zahlten den Buy-in von 25.000 US-Dollar.
| Platz | Herkunft           | Spieler      | Preisgeld (in $) | Punkte |
| ----- | ------------------ | ------------ | ---------------- | ------ |
| 1     | Litauen            | Tony G       | 382.500          | 230    |
| 2     | Vereinigte Staaten | Chris Brewer | 247.500          | 149    |
| 3     | Schweden           | Robert Flink | 168.750          | 101    |
| 4     | Spanien            | Santi Jiang  | 123.750          | 074    |
| 5     | Malaysia           | Paul Phua    | 090.000          | 054    |
| 6     | Hongkong           | Daniel Tang  | 067.500          | 041    |
| 7     | Russland           | Boris Turiza | 045.000          | 027    |

### #4 – No Limit Hold’em
Das vierte Event wurde am 26. und 27. August 2021 in No Limit Hold’em gespielt. 52 Teilnehmer zahlten den Buy-in von 50.000 US-Dollar.
| Platz | Herkunft           | Spieler            | Preisgeld (in $) | Punkte |
| ----- | ------------------ | ------------------ | ---------------- | ------ |
| 1     | Turkei             | Selahaddin Bedir   | 832.000          | 499    |
| 2     | Vereinigte Staaten | Phil Ivey          | 546.000          | 328    |
| 3     | Iran               | Saman Nakhjavani   | 364.000          | 218    |
| 4     | Vereinigte Staaten | Jake Schindler     | 260.000          | 156    |
| 5     | Libanon            | Albert Daher       | 208.000          | 125    |
| 6     | Vereinigte Staaten | Seth Davies        | 156.000          | 094    |
| 7     | Hongkong           | Daniel Tang        | 130.000          | 078    |
| 8     | Russland           | Artur Martirossjan | 104.000          | 062    |

### #5 – No Limit Hold’em Short Deck
Das fünfte Event wurde am 27. und 28. August 2021 in No Limit Hold’em Short Deck gespielt. 42 Teilnehmer zahlten den Buy-in von 50.000 US-Dollar.
| Platz | Herkunft           | Spieler          | Preisgeld (in $) | Punkte |
| ----- | ------------------ | ---------------- | ---------------- | ------ |
| 1     | Spanien            | Santi Jiang      | 756.000          | 454    |
| 2     | Vereinigte Staaten | Seth Davies      | 504.000          | 302    |
| 3     | Russland           | Timofei Kusnezow | 336.000          | 202    |
| 4     | Malaysia           | Paul Phua        | 231.000          | 139    |
| 5     | Malaysia           | Ivan Leow        | 168.000          | 101    |
| 6     | Vereinigte Staaten | Chris Brewer     | 105.000          | 063    |

### #6 – No Limit Hold’em

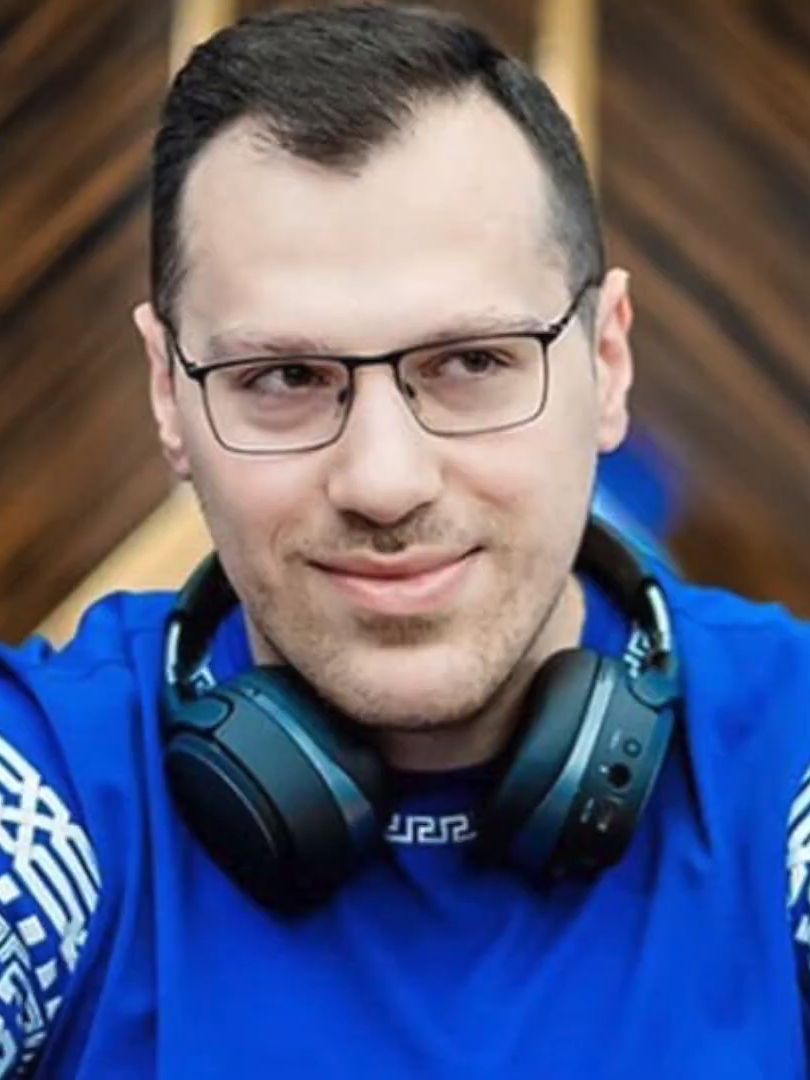
Artur Martirossjan (2020)

Das sechste Event wurde am 28. und 29. August 2021 in No Limit Hold’em gespielt. 35 Teilnehmer zahlten den Buy-in von 100.000 US-Dollar.
| Platz | Herkunft           | Spieler               | Preisgeld (in $) | Punkte |
| ----- | ------------------ | --------------------- | ---------------- | ------ |
| 1     | Russland           | Artur Martirossjan    | 1.400.000        | 420    |
| 2     | Vereinigte Staaten | David Peters          | 0.910.000        | 273    |
| 3     | Frankreich         | Johan Guilbert        | 0.560.000        | 168    |
| 4     | Turkei             | Selahaddin Bedir      | 0.385.000        | 116    |
| 5     | Russland           | Wjatscheslaw Buldygin | 0.245.000        | 074    |

### #7 – No Limit Hold’em Short Deck
Das siebte Event wurde am 29. und 30. August 2021 in No Limit Hold’em Short Deck gespielt. 26 Teilnehmer zahlten den Buy-in von 100.000 US-Dollar.
| Platz | Herkunft | Spieler     | Preisgeld (in $) | Punkte |
| ----- | -------- | ----------- | ---------------- | ------ |
| 1     | Litauen  | Tony G      | 1.169.000        | 351    |
| 2     | Malaysia | Paul Phua   | 0.728.000        | 218    |
| 3     | Hongkong | Daniel Tang | 0.416.000        | 125    |
| 4     | Spanien  | Santi Jiang | 0.260.000        | 078    |

### Super High Roller Bowl Europe – No Limit Hold’em
Das Main Event, der Super High Roller Bowl Europe, wurde vom 30. August bis 1. September 2021 in No Limit Hold’em gespielt. 41 Teilnehmer zahlten den Buy-in von 250.000 US-Dollar.
| Platz | Herkunft           | Spieler               | Preisgeld (in $) | Punkte |
| ----- | ------------------ | --------------------- | ---------------- | ------ |
| 1     | Polen              | Wiktor Malinowski     | 3.690.000        | 600    |
| 2     | Malaysia           | Ivan Leow             | 2.460.000        | 500    |
| 3     | Vereinigte Staaten | Zhuang Ruan           | 1.640.000        | 400    |
| 4     | Kanada             | Timothy Adams         | 1.127.500        | 400    |
| 5     | Vereinigte Staaten | David Peters          | 0.820.000        | 246    |
| 6     | Russland           | Wjatscheslaw Buldygin | 0.512.500        | 154    |

### #8 – No Limit Hold’em Short Deck

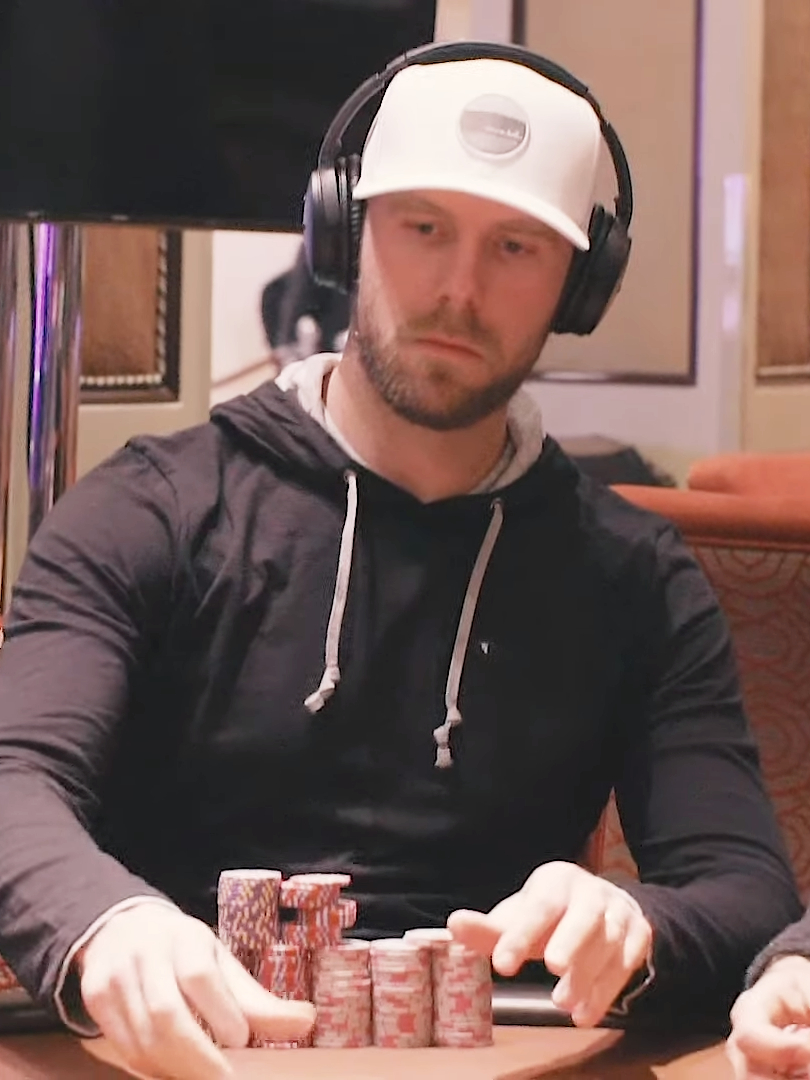
Seth Davies (2019)

Das achte Event wurde am 31. August 2021 in No Limit Hold’em Short Deck gespielt. 19 Teilnehmer zahlten den Buy-in von 50.000 US-Dollar.
| Platz | Herkunft           | Spieler             | Preisgeld (in $) | Punkte |
| ----- | ------------------ | ------------------- | ---------------- | ------ |
| 1     | Vereinigte Staaten | Seth Davies         | 435.400          | 261    |
| 2     | Vereinigte Staaten | Jake Schindler      | 362.600          | 218    |
| 3     | Belarus            | Mikita Badsjakouski | 152.000          | 091    |

### #9 – No Limit Hold’em

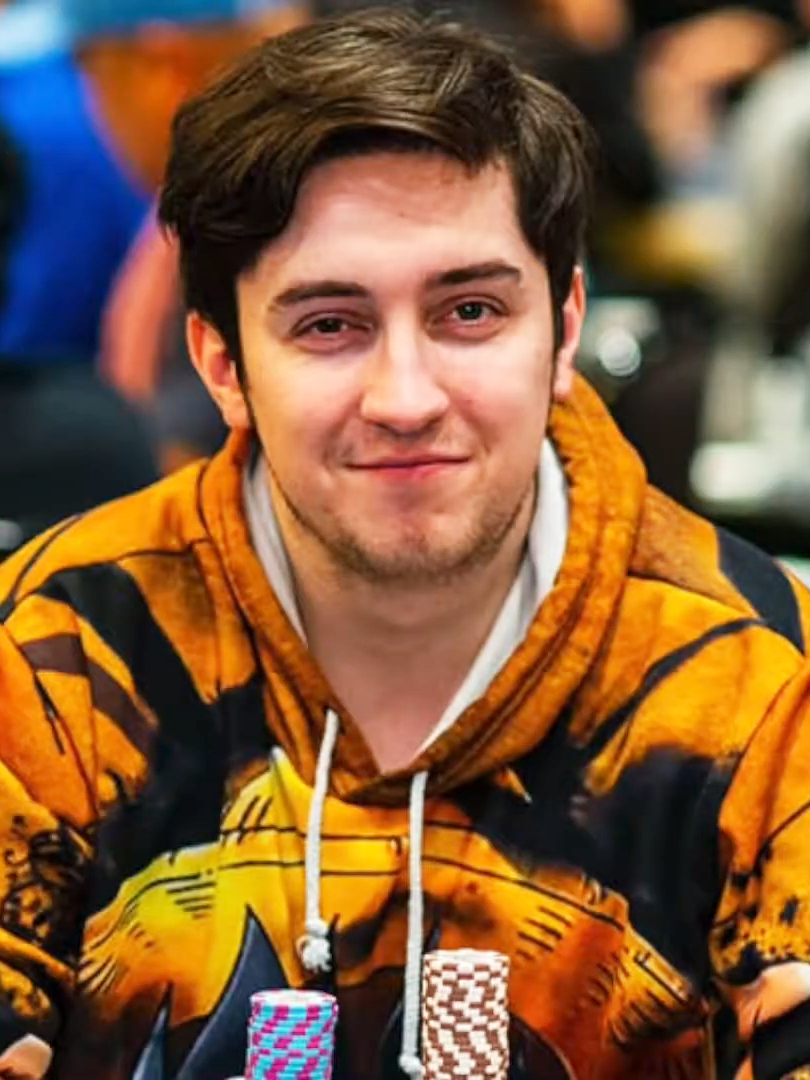
Almedin Imširović (2020)

Das neunte Event wurde am 1. September 2021 in No Limit Hold’em gespielt. 26 Teilnehmer zahlten den Buy-in von 50.000 US-Dollar.
| Platz | Herkunft                | Spieler             | Preisgeld (in $) | Punkte |
| ----- | ----------------------- | ------------------- | ---------------- | ------ |
| 1     | Bosnien und Herzegowina | Almedin Imširović   | 598.000          | 359    |
| 2     | Vereinigte Staaten      | David Coleman       | 364.000          | 218    |
| 3     | Vereinigte Staaten      | Cary Katz           | 208.000          | 125    |
| 4     | Deutschland             | Christoph Vogelsang | 130.000          | 078    |

## Erfolgreichste Spieler

### Punktesystem
Jeder Spieler, der bei einem der zehn Turniere in den Preisrängen landete, sammelte zusätzlich zum Preisgeld Punkte. Das Punktesystem orientierte sich während der gesamten PokerGO Tour am Buy-in und dem gewonnenen Preisgeld. Es wurde zu ganzen Punkten gerundet.

### Endstand
| Platz | Herkunft           | Spieler            | Punkte | Preisgeld (in $) | Cashes | Siege |
| ----- | ------------------ | ------------------ | ------ | ---------------- | ------ | ----- |
| 1     | Turkei             | Selahaddin Bedir   | 834    | 1.581.500        | 3      | 1     |
| 2     | Vereinigte Staaten | Seth Davies        | 803    | 1.338.400        | 4      | 1     |
| 3     | Spanien            | Santi Jiang        | 649    | 1.211.750        | 4      | 1     |
| 4     | Malaysia           | Ivan Leow          | 601    | 2.628.000        | 2      | 0     |
| 5     | Polen              | Wiktor Malinowski  | 600    | 3.690.000        | 1      | 1     |
| 6     | Litauen            | Tony G             | 581    | 1.551.500        | 2      | 2     |
| 7     | Vereinigte Staaten | Phil Ivey          | 573    | 0.954.000        | 2      | 1     |
| 8     | Vereinigte Staaten | David Peters       | 519    | 1.730.000        | 2      | 0     |
| 9     | Russland           | Artur Martirossjan | 482    | 1.504.000        | 2      | 1     |
| 10    | Frankreich         | Johan Guilbert     | 472    | 1.066.250        | 2      | 1     |